# Survivor Series (2008)
Survivor Series (2008) foi o vigésimo segundo evento anual do Survivor Series, promovido pela WWE e transmitido por pay-per-view. Aconteceu no dia 23 de Novembro de 2008 no TD Banknorth Garden em Boston, Massachusetts e reuniu wrestlers da Raw, SmackDown, e ECW brands. Sua música tema foi "Spoilin' for a Fight" por AC/DC. O evento principal foi Chris Jericho versus John Cena pelo World Heavyweight Championship. John Cena retornou aos combates depois de ficar um período afastado devido a uma lesão.

## Resultados
| Luta preliminar                             | The Brian Kendrick derrotou Kung Fu Naki | Luta individual                                     |
| 1                                           | Time Michaels (Shawn Michaels (cap.), Rey Mysterio, Cryme Tyme (JTG e Shad) e The Great Khali) derrotou Time JBL (John "Bradshaw" Layfield (cap.), Kane, Montel Vontavious Porter, John Morrison e The Miz) | Luta de eliminação de quintetos                     |
| 2                                           | Divas do Raw (Beth Phoenix (cap.), Mickie James, Kelly Kelly, Candice Michelle e Jillian Hall) derrotaram Divas do SmackDown (Michelle McCool (cap.), Victoria, Maria, Maryse e Natalya)                    | Luta de eliminação de quintetos                     |
| 3                                           | The Undertaker derrotou Big Show | Luta de caixão                                      |
| 4                                           | Time Orton (Randy Orton (cap.), Cody Rhodes, Shelton Benjamin, William Regal e Mark Henry) derrotou Time Batista (Batista (cap.), CM Punk, Kofi Kingston, Matt Hardy e R-Truth)                             | Luta de eliminação de quintetos                     |
| 5                                           | Edge derrotou Triple H (c) e Vladimir Kozlov | Luta Triple Threat pelo WWE Championship            |
| 6                                           | John Cena derrotou Chris Jericho (c) | Luta individual pelo World Heavyweight Championship |
| (c) - referente ao campeão(s) antes da luta | |                                                     |

- Nota: Durante o combate pelo WWE Championship a general-manager Vickie Guerrero introduziu um novo adversário no combate, Edge apesar da interferência de Jeff Hardy que deveria ter participado da luta pelo WWE Championship, mas na noite anterior ao evento foi encontrado desmaiado no hotel onde estava hospedado (Kayfabe) e foi proibido de participar do combate Edge venceu e se tornou campeão.

### Lutas Survivor Series
| Eliminação       | Wrestler                                                       | Time                                                           | Eliminado por                                                  | Movimento de eliminação                                        | Tempo                                                          |
| ---------------- | -------------------------------------------------------------- | -------------------------------------------------------------- | -------------------------------------------------------------- | -------------------------------------------------------------- | -------------------------------------------------------------- |
| 1                | JTG                                                            | Team Michaels                                                  | MVP                                                            | Drive-By Kick                                                  | 01:41                                                          |
| 2                | MVP                                                            | Team JBL                                                       | Khali                                                          | Brain chop                                                     | 01:54                                                          |
| 3                | Kane                                                           | Team JBL                                                       | Mysterio                                                       | Brain Chop de Khali e um Aided splash de Mysterio              | 03:26                                                          |
| 4                | Shad                                                           | Team Michaels                                                  | The Miz                                                        | Reality Check                                                  | 06:30                                                          |
| 5                | The Miz                                                        | Team JBL                                                       | Mysterio                                                       | 619 no ar após um Frog Splash                                  | 11:45                                                          |
| 6                | JBL                                                            | Team JBL                                                       | -                                                              | Contagem fora do ringue                                        | 17:57                                                          |
| 7                | Morrison                                                       | Team JBL                                                       | Shawn Michaels                                                 | Sweet Chin Music                                               | 18:13                                                          |
| Sobrevivente(s): | Shawn Michaels, Rey Mysterio e The Great Khali (Team Michaels) | Shawn Michaels, Rey Mysterio e The Great Khali (Team Michaels) | Shawn Michaels, Rey Mysterio e The Great Khali (Team Michaels) | Shawn Michaels, Rey Mysterio e The Great Khali (Team Michaels) | Shawn Michaels, Rey Mysterio e The Great Khali (Team Michaels) |

| Eliminação      | Wrestler                | Time                    | Eliminado por           | Movimento de eliminação        | Tempo                   |
| --------------- | ----------------------- | ----------------------- | ----------------------- | ------------------------------ | ----------------------- |
| 1               | Victoria                | Team SmackDown          | Kelly Kelly             | Hurricanrana                   | 02:54                   |
| 2               | Kelly Kelly             | Team Raw                | Maryse                  | Spinning Side Slam Backbreaker | 03:23                   |
| 3               | Michelle McCool         | Team SmackDown          | Mickie James            | Mickie-DT                      | 05:07                   |
| 4               | Mickie James            | Team Raw                | Maryse                  | Schoolgirl                     | 05:26                   |
| 5               | Natalya                 | Team SmackDown          | Candice Michelle        | Spear                          | 06:45                   |
| 6               | Jillian Hall            | Team Raw                | Maria                   | Victory Roll                   | 07:44                   |
| 7               | Maria                   | Team SmackDown          | Candice Michelle        | Northern Lights Suplex         | 07:55                   |
| 8               | Candice Michelle        | Team Raw                | Maryse                  | Inverted Figure Four Leg Lock  | 08:38                   |
| 9               | Maryse                  | Team SmackDown          | Beth Phoenix            | Glam Slam                      | 09:39                   |
| Sobreviente(s): | Beth Phoenix (Team Raw) | Beth Phoenix (Team Raw) | Beth Phoenix (Team Raw) | Beth Phoenix (Team Raw)        | Beth Phoenix (Team Raw) |

| Eliminação       | Wrestler                               | Time                                   | Eliminado por                          | Movimento de eliminação                | Tempo                                  |
| ---------------- | -------------------------------------- | -------------------------------------- | -------------------------------------- | -------------------------------------- | -------------------------------------- |
| 1                | Regal                                  | Team Orton                             | CM Punk                                | Go To Sleep                            | 00:11                                  |
| 2                | R-Truth                                | Team Batista                           | Benjamin                               | Paydirt                                | 07:38                                  |
| 3                | Kingston                               | Team Batista                           | Orton                                  | Rope hung DDT                          | 10:45                                  |
| 4                | CM Punk                                | Team Batista                           | Rhodes                                 | Silver Spoon DDT                       | 13:06                                  |
| 5                | Hardy                                  | Team Batista                           | Mark Henry                             | World's Strongest Slam                 | 14:22                                  |
| 6                | Mark Henry                             | Team Orton                             | Batista                                | Spear                                  | 14:32                                  |
| 7                | Benjamin                               | Team Orton                             | Batista                                | Batista Bomb                           | 15:06                                  |
| 8                | Batista                                | Team Batista                           | Orton                                  | RKO                                    | 16:13                                  |
| Sobrevivente(s): | Randy Orton e Cody Rhodes (Team Orton) | Randy Orton e Cody Rhodes (Team Orton) | Randy Orton e Cody Rhodes (Team Orton) | Randy Orton e Cody Rhodes (Team Orton) | Randy Orton e Cody Rhodes (Team Orton) |